# Maximilian-papagáj
A Maximilian-papagáj (Pionus maximiliani) a madarak osztályának papagájalakúak (Psittaciformes) rendjébe és a papagájfélék (Psittacidae) családjába tartozó faj.

## Rendszerezése
A fajt Heinrich Kuhl német zoológus írta le 1820-ban, a Psittacus nembe Psittacus Maximiliani néven.

## Alfajai
- Pionus maximiliani lacerus Heine, 1884
- Pionus maximiliani maximiliani (Kuhl, 1820)
- Pionus maximiliani melanoblepharus Ribeiro, 1920
- Pionus maximiliani siy Souance, 1856[4]

## Előfordulása
Dél-Amerikában, Argentína, Brazília, Bolívia és Paraguay területén honos. Természetes élőhelyei a szubtrópusi vagy trópusi síkvidéki és hegyi esőerdők és szavannák. Állandó, nem vonuló faj.

## Megjelenése
Átlagos testhossza 29 centiméter, testtömege 233-293 gramm. Farka rövid, négyzet alakú.

## Természetvédelmi helyzete
Az elterjedési területe rendkívül nagy, egyedszáma ugyan csökken, de még nem éri el a kritikus szintet. A Természetvédelmi Világszövetség Vörös listáján nem fenyegetett fajként szerepel.